# نیلسویل (مینه‌سوتا)
نیلسویل، مینه‌سوتا (به انگلیسی: Nielsville, Minnesota) یک شهر در ایالات متحده آمریکا است که در شهرستان پولک واقع شده‌است.

## خصوصیات
نیلسویل ۰٫۹۳ کیلومترمربع مساحت و ۹۰ نفر جمعیت دارد و ۲۶۴ متر بالاتر از سطح دریا واقع شده‌است.